# Bandırma Kırmızı
O Bandırma Kırmızı Basketbol Kulübü, conhecido também apenas como Bandırma Kırmızı, é um clube de basquetebol baseado em Bandırma, Turquia que atualmente disputa a TBL. Manda seus jogos no Ginásio Esportivo 	Kara Ali Acar com capacidade para 3.000 espectadores.

## Histórico de Temporadas
| Temporada | Nível | Liga | Pos. | J     | PL  | Resultado        | Copas domésticas     |
| --------- | ----- | ---- | ---- | ----- | --- | ---------------- | -------------------- |
| 2005-06   | 3     | D3   | 1    |       |     | Promovido        |                      |
| 2006-07   | 2     | D2   | 5    |       |     |                  |                      |
| 2007-08   | 2     | TB2L | 7    | 10-10 |     |                  |                      |
| 2008-09   | 2     | TB2L | 8    | 10-12 |     |                  |                      |
| 2009-10   | 2     | TB2L | 10   | 7-15  |     |                  |                      |
| 2010-11   | 2     | TB2L | 1    | 19-3  | 5-1 | Promovidocampeão |                      |
| 2011-12   | 1     | TBL  | 16   | 4-26  |     | Rebaixado        |                      |
| 2012-13   | 2     | TB2L | 9    | 17-17 |     |                  | Copa Federação TBL C |
| 2013-14   | 2     | TB2L | 17   | 7-27  |     | Rebaixado        |                      |
| 2014-15   | 3     | TB3L | 6    | 12-10 | 3-3 | Promovido        |                      |
| 2015-16   | 2     | TBL  | 14   | 14-20 |     |                  |                      |
| 2016-17   | 2     | TBL  | 14   | 14-20 |     |                  |                      |
| 2017-18   | 2     | TBL  |      |       |     |                  |                      |

- fonte:eurobasket.com

## Títulos

### Copa Federação TBL
- Campeão (1):2012-13

### Segunda divisão
- Campeão (1):2010-11